# 伊塔雷马
伊塔雷马是巴西塞阿拉州的一个市镇。总面积720.668平方公里，总人口34390人，人口密度47.7人/平方公里。